# Reka (Litija)
Reka je potok, ki nabira svoje vode v hribovju med Litijo in Stično, teče skozi Šmartno pri Litiji in se pri Litiji kot desni pritok izliva v reko Savo. 
- Levi pritoki: Mala reka (s pritokoma Vodonos in Pečen potok), Dragovški potok (s pritokom Štangarski potok) in Volčji potok
- Desni pritoki: Brezovščica, Konjski potok (s pritokom Volčji potok), Rakovnik, Črni potok (s pritoki Podbrdec, Medvejščica, Vintarjevški potok in Koški potok, v katerega se stekata še Vrtce in Velje), Kostrevniški potok ter Jablaniški potok s pritokoma Brdski potok in Reka (ki ima štiri pritoke: Stamarica, Zglavnica, Lipjak in Bezgovica).